# Centrogenys
Centrogenys (griech. Kentron = Dorn, genys = Wange) ist eine mit den Lippfischen (Labridae) verwandte Fischgattung und die einzige Gattung der Familie Centrogenyidae. Sie kommt mit drei Arten im Indopazifik von Mauritius im südwestlichen Indischen Ozean bis an die Küste des nördlichen Australien und nördlich bis zu den Ryūkyū-Inseln im nordwestlichen Pazifik vor. Sie lebt dort in flachen, küstennahen Meeresregionen in Felsriffen und auf Geröllböden und im Brackwasser.

## Merkmale
Centrogenys-Arten können maximal 25 Zentimeter lang werden, bleiben für gewöhnlich aber bei einer Länge von etwa 10 Zentimeter. Sie ähneln in Gestalt, Flossenform und Farbe den Büschelbarschen und den Skorpionfischen, werden aber in eine eigene Familie der Barschverwandten gestellt. Ursprünglich wurde Centrogenys vaigiensis, die erste bekannte Art der Gattung, sogar als Angehöriger der Gattung Scorpaena beschrieben. Ihm fehlen aber die für Skorpionfische typische Knochenspange über den Wangenknochen sowie die giftigen Flossenstacheln.
- Flossenformel: Dorsale XIII–XIV/9–16, Anale III/5, Pectorale 12–16.
- Schuppenformel 31–46 (SL), 31–47 (mLR).

Centrogenys-Arten sind tagaktiv und ernähren sich von kleineren Fischen, Garnelen und Krabben.

## Systematik

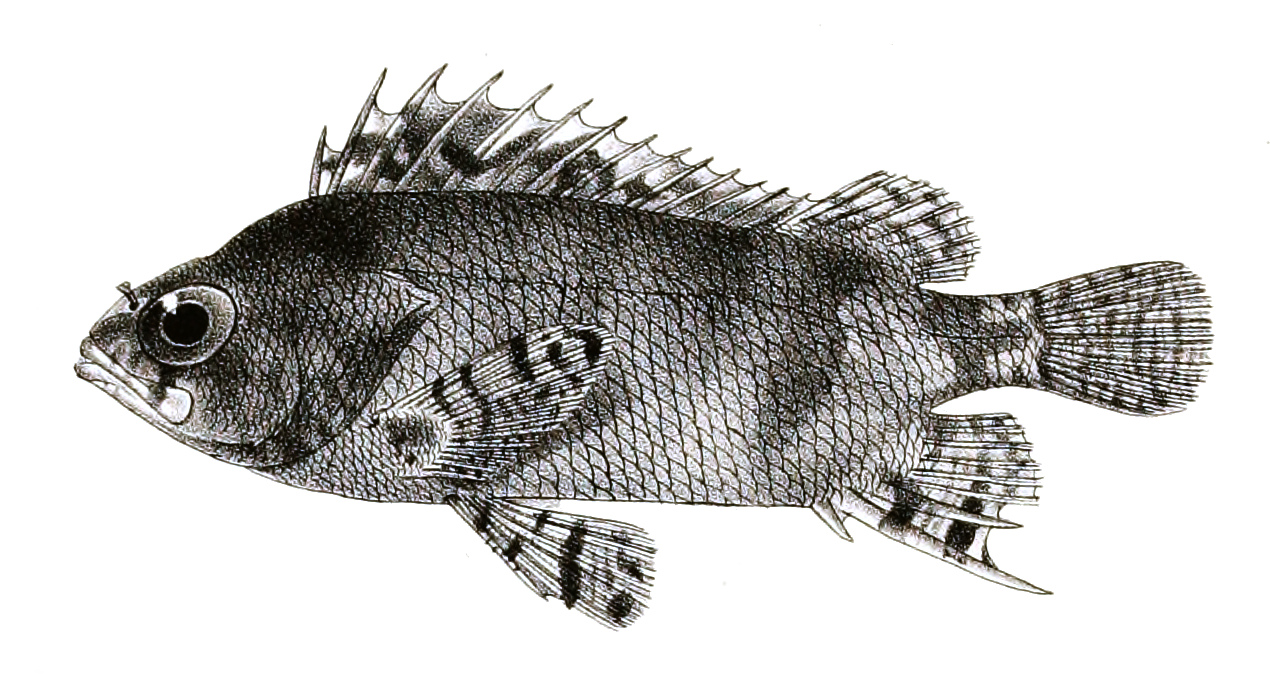
Der „Falsche Skorpionfisch“ (Centrogenys vaigiensis)

Der „Falsche Skorpionfisch“ wurde 1824 durch die französischen Naturforscher Jean René Constant Quoy und Joseph Paul Gaimard erstmals wissenschaftlich beschrieben und erhielt dabei die Bezeichnung Scorpaena vaigiensis. Im Jahr 1842 führte John Richardson die Gattung Centrogenys ein und 1907 wurde durch den US-amerikanischen Zoologen Henry Weed Fowler die Familie Centrogenyidae aufgestellt. Die Familie ist monotypisch. Lange Zeit war auch die Gattung monotypisch mit Centrogenys vaigiensis als einziger, weit verbreiteter Art und Centropristes scorpenoides und Sebastes stoliczkae als Synonyme. Im November 2023 wurden zwei weitere Arten beschrieben. Centrogenys algrahami und Centrogenys pogonoskii kommen beide nur an der Küste Australiens vor.
Welcher Ordnung die Familie Centrogenyidae innerhalb der Barschverwandten zuzuordnen ist, ist noch nicht endgültig geklärt. Nach Near und Mitarbeitern ist sie die Schwestergruppe der Sandaale (Ammodytidae) und Sandbarsche (Pinguipedidae) und liegt damit in einer Klade, der R. Betancur-R. et al. den Ordnungsnamen Uranoscopiformes (Himmelsguckerartige) zugewiesen haben. Die Wahrscheinlichkeit einer monophyletischen Klade Uranoscopiformes unter Einschluss der Centrogenyidae liegt bei Betancur-R., berechnet nach der Bootstrap-Methode, aber lediglich bei 41 %. Im Jahr 2021 fand man, dass die Fische, die zahlreiche für die Lippfische (Labridae) typische Modifikationen des Kieferapparats aufweisen, die Schwestergruppe der Lippfische sind und stellten sie in die Ordnung Labriformes. Die Uranoscopiformes sind die Schwestergruppe von Lippfischen und Centrogenys.